# Superessivus
A superessivus (a latin superesse „fölötte lenni” kifejezésből) egy szokatlan nyelvtani eset. Valamely felület fölötti helyzetet, vagy ezzel rokon jelentést jelöl. Magyar toldaléka: „‑n/‑on/‑en/‑ön”. Például: asztal.on, szék.en.
A legtöbb nyelv az eset használata helyett névutókat vagy elöljárószókat használ; mások, így például a magyar nyelv is, a superessivus esetet részesíti előnyben. Gyakorta használják valamilyen településen való tartózkodás megjelölésére is, például „Budapest.en”; olykor államok és különösen szigetek nevével is használatos, például Thaiföld.ön, Izland.on, Ciprus.on, Krétá.n.